# Scopula complanata
Scopula complanata är en fjärilsart som beskrevs av W. Warren 1896. Scopula complanata ingår i släktet Scopula och familjen mätare. Inga underarter finns listade.